# 484年
| 千纪： | 1千纪                                                                                           |
| 世纪： | 4世纪 \| 5世纪 \| 6世纪                                                                         |
| 年代： | 450年代 \| 460年代 \| 470年代 \| 480年代 \| 490年代 \| 500年代 \| 510年代                       |
| 年份： | 479年 \| 480年 \| 481年 \| 482年 \| 483年 \| 484年 \| 485年 \| 486年 \| 487年 \| 488年 \| 489年 |
| 纪年： | 甲子年（鼠年）；北魏太和八年；柔然永康二十一年；南朝齐永明二年                                  |

## 大事记
- 栖霞寺建立
- 北魏政府仿效漢人的班祿制，自北魏開國，歷九十九年，百官至是始有俸祿。

## 出生
- 陳慶之，南朝梁武将（484年-539年）
- 丁令光
- 萧伯游
- 元诱
- 元冏
- 殷鈞

## 逝世
- 2月27日（清寧天皇5年1月16日） - 清寧天皇、日本第22代天皇（* 444年？）
- 飯豐青皇女，日本皇族。履中天皇之皇女（* 440年）
- 李洪之
- 司马金龙
- 张岱 (刘宋)
- 王延之
- 薛初古拔
- 尤里克，西哥特王国国王（* 生年不詳）